# Columbinae

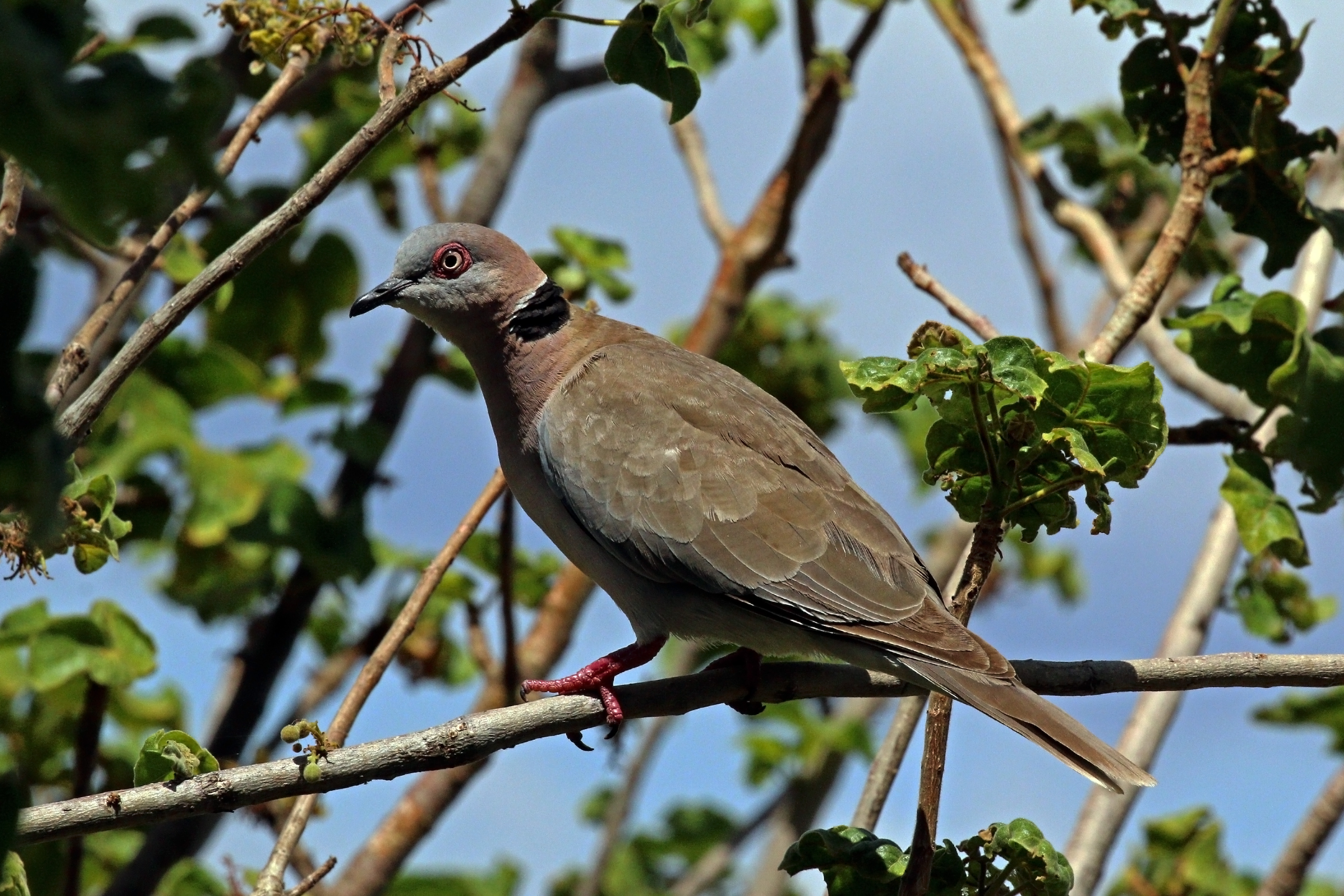
Streptopelia

Los columbinos (Columbinae) son una  subfamilia  de aves columbiformes de la familia Columbidae, de distribución mundial, la que incluye mayor cantidad de géneros.

## Géneros
- Columba (palomas típicas)
- Streptopelia
- Macropygia
- Reinwardtoena †
- Turacoena†
- Turtur
- Oena
- Chalcophaps
- Henicophaps
- Phaps
- Geophaps
- Petrophassa
- Geopelia
- Leucosarcia
- Zenaida
- Ectopistes †
- Columbina
- Claravis
- Metriopelia
- Scardafella
- Uropelia
- Leptotila
- Geotrygon
- Starnoenas
- Caloenas
- Gallicolumba
- Trugon †
- Microgoura †

- Datos: Q135447
- Especies: Columbinae